# Инцисс (приток Тары)
Инцисс — река в России, протекает по Муромцевскому району Омской области. Устье реки находится в 40 км от устья реки Тара по правому берегу. Длина реки составляет 28 км.

## Данные водного реестра
По данным государственного водного реестра России относится к Иртышскому бассейновому округу, водохозяйственный участок реки — Иртыш от впадения реки Омь до впадения реки Ишим, без реки Оша, речной подбассейн реки — бассейны притоков Иртыша до впадения Ишима. Речной бассейн реки — Иртыш.